# 朱克融
朱 克融（しゅ こくゆう、生年不詳 - 826年）は、唐代の軍人。盧龍軍節度使。本貫は幽州昌平県。

## 経歴
朱洄の子として生まれた。盧龍軍節度使の朱滔（朱泚の弟）の孫にあたる。若くして幽州の軍校となり、盧龍軍節度使の劉総に仕えた。長慶元年（821年）、幽州で兵乱が起こり、盧龍軍節度使の張弘靖を捕らえた。ときに朱洄が家で隠居していたが、幽州の軍中は朱洄を節度使に擁立しようとした。朱洄は老病を理由に辞退し、克融に軍務を統べさせるよう推挙した。克融は易州に進攻し、2県を落とした。蔚州に進攻し、易州刺史の柳公済と白石嶺で戦って敗れた。定州に転戦し、義武軍節度使の陳楚に敗れた。ほどなく克融は朝廷に赦免された。検校左散騎常侍を加えられ、符節を授けられた。
宝暦2年（826年）、克融は検校司空となり、呉興郡王に封じられた。この年の5月、幽州で兵乱が起こり、克融は殺害され、長男の朱延齢もまた殺された。次男の朱延嗣が節度使の位を嗣ごうとしたが、ほどなく牙内都知兵馬使の李再義に殺害された。克融は司徒の位を追贈された。

## 伝記資料
- 『旧唐書』巻180 列伝第130
- 『新唐書』巻212 列伝第137